# Maiao
Maiao egy 8,8 km²-es sziget formáció 78 km-re délnyugatra Moorea szigetétől, a Szél felőli szigetcsoportban, amely a Társaság-szigetekhez tartozik Francia Polinéziában. Amikor az első európaiak megjelentek a szigeten Maiao Huahine protektorátusa alá került, a Szél alatti szigetek részeként.
Maiao mindig a csavarpálmájáról volt nevezetes, amelyből nádfedeles háztetőket készítettek a tahiti emberek. A csavarpálmát a szigeten népi módszerrel termesztik és amely a turizmust is távol tartja. Az 1930-as évektől kezdve szigorú szabályok tiltják a külföldiek számára, hogy a szigeten töltsenek akár egy éjszakát is. Erre csak külön engedéllyel és meghívóval kerülhet sor. Ezért Maiao természetesen nincs benne egyik turisztikai programfüzetben sem.
A bennszülöttek önellátók, az esővizet is összegyűjtik. A csavarpálma termesztése mellett halásznak és koprát készítenek.

## Földrajz
A sziget képződés egy hegyes részből és egy atollból áll. Legmagasabb pontja 154 méter. Ez a képződés közre zár két hiperszalin lagúnát, a Roto Iti-t és a Roto Rahi-t. Ezek sótartalma jelentősen nagyobb a 35 ezreléknél. A sziget vége egyben egy lagúna is. Az összes lagúna keskeny csatornákon keresztül kapcsolódik össze. A szigeten 299 ember él a 2007-es népszámlálás szerint.